# Batalha de Firenzuola
A Batalha de Firenzuola foi travada em 29 de julho de 923 entre as forças de Rodolfo II da Borgonha e Adalberto I de Ivrea de um lado e Berengário I do outro. A batalha foi uma derrota para Berengário, que foi destronado de fato e substituído por Rodolfo como rei da Itália. Seu próprio neto e homônimo, Berengário II, que mais tarde também seria rei da Itália, lutou do lado vencedor contra ele.

## Antecedentes
Berengário I foi apoiado principalmente pela facção alemã na Itália. Ele foi derrotado por Guido de Espoleto em 889. Ele ressurgiu como único rei na Itália em 898 após a morte de Lamberto de Espoleto. Luís da Provença foi eleito rei da Itália em 900, com apoio principalmente de Anscário I de Ivrea. Berengário derrotou Louis duas vezes, a segunda vez de forma conclusiva em 905, quando seu rival foi cegado. Ele foi coroado imperador em Roma em 916.

## Batalha
Ambos os exércitos eram liderados pelos reis pessoalmente. Berengário I derrotou a força inicial de Rodolfo, mas não conseguiu controlar seus homens, que partiram para saquear os despojos.  A retirada de Rodolfo pode ter sido pré-planejada. Um segundo grupo sob o comando do futuro duque Bonifácio de Espoleto e do conde Gariardo de Novara atacou as tropas dispersas de Berengário I. Os soldados de Rodolfo se reagruparam e voltaram à luta. O exército de Berengário entrou em colapso e ele fugiu para sua fortaleza em Verona.

## Resultado
Berengário I foi assassinado em 7 de abril de 924 em Verona, possivelmente pelos homens de Rodolfo. Rodolfo nunca recebeu o trono imperial e foi forçado a sair da Itália em 926. Flodoardo escreveu que 1 500 soldados foram mortos no lado italiano.